# Aegopinella graziadei
Aegopinella graziadei is een slakkensoort uit de familie van de Oxychilidae. De wetenschappelijke naam van de soort is voor het eerst geldig gepubliceerd in 1940 door Boeckel.